# وثنية فاضلة
الوثنية الفاضلة هي مذهب في اللاهوت المسيحي، تناقش قضية الوثنيين الذين لم يصل التبشر المسيحي إليهم خلال حياتهم، وبالتالي لم تتح لهم الفرصة باعتناق المسيحية والتعرف على المسيح، لكنهم في المقابل عاشوا حياة شريفة وفاضلة، لذا من المرفوض اعتبارهم ملعونين. يماثل مبدأ الوثنية الفاضلة في المسيحية الغيريم توشافيم في اليهودية والحنفية في الإسلام. هناك فكرة مشابهة في الكاثوليكية الحديثة تُعرف باسم «المسيحية المجهولة» وضعها عالم اللاهوت كارل رانر.
هناك الكثير من الأمثلة البارزة عن الوثنيين الفاضلين، مثل هرقليطس وبارمينيدس وسقراط وأفلاطون وأرسطو وشيشرون وتراجان وفيرجيل. وضع دانتي أليغيري في مؤلفه الكوميديا الإلهية عددًا من الوثنيين الفاضلين في دائرة الجحيم الأولى، مثل هوميروس وهوراس وأوفيد ولوكان.
في المقابل، وبشكل مثير للاهتمام، صُنف البطل المسلم صلاح الدين ضمن قائمة الفاضلين غير المسيحيين بسبب شهرته في الفروسية، على الرغم من وجهة النظر السائدة لدى المسيحيين تجاه المسلمين الذين كانوا يُعتبرون –بنظر المسيحية في تلك الفترة– أتباعًا مهرطقين منشقين عن الدين المسيحي، ووُضع محمد نفسه بالبربخ التاسع في دائرة الجحيم الثامنة، والتي خُصصت للمنشقين.
في المقابل، وضع دانتي الإمبراطور الوثني تراجان في الجنة، بينما وضع كاتو الأصغر وستاتشيوس في المطهر، ووضع فيرجيل، الذي تكهن شعره وفق اعتقاد الناس بالعصر المسيحي، في الدورة الأولى من الجحيم. من الواضح أن تلك التصويرات تعكس التقييمات الانطباعية لدى دانتي عن الشخصية الحقيقية لكل فرد بدلًا من تطبيق التشدد العقائدي في كل حالة وبخصوص كل فرد.
يعتقد فرانسيس إيه. سوليفان أن الكتاب المسيحيين الأوائل «لم يستثنوا الوثنيين الفاضلين من احتمال حصولهم على الخلاص»، لكنه يتفق على احتمال مفاده أن «آباء الكنيسة، في حال سئلوا مباشرة، قد يحرمون الوثنيين واليهود من المشاركة في الحياة الأبدية».

لكن بعض آباء الكنيسة اشتُهروا بنظرتهم الأكثر شمولًا حول مشاركة غير اليهود في الحكمة الإلهية. في الفصل 46 من التبرير الأول للقديس جاستن، واعتبر القديس جميع الوثنيين الذين استلهموا ديانتهم من مبدأ اللوغوس (الكلمة، أو الإله، أو القوى الصادرة عن الإله*) مسيحيين، حتى أولئك الذين تبنوا فلسفات لا ألوهية:
«تعلمنا أن المسيح هو الابن البكر للرب، وزدنا على ذلك أنه لوغوس يشترك فيه الرجال والنساء من كل عرق. الذين عاشوا مع اللوغوس مسيحيون، حتى لو اعتُبروا ملحدين، مثل سقراط وهرقليطس من بين الإغريق، والأشخاص المماثلون لهم».
أصبحت «الوثنية الفاضلة» منسجمة مع الرومانتيكية التي اهتمت بالميثولوجيا الأوروبية الشمالية أو أقبلت على إعادة اكتشاف الأعراف الوثنية التي جاءت في القصص الملحمية الآيسلندية. يدعي توم شيبي أن قصص الخيال التي ابتدعها جاي. آر. آر. تولكين ترتكز بشكل واضح على مبادئ مشابهة للوثنية الفاضلة:
امتعض تولكين من الأرمجدون (نهاية العالم) الذي ينتصر فيه الطرف السيئ (راغناروك)، وارتأى أن الأخلاقيات التي مثلّها قابلة للاستخدام من قبل كلا الطرفين، والأمر كذلك أيضًا عندما سعت القيادة النازية بعد بضعة أعوام إلى الإصلاح والتهذيب المتعمد للدراما الموسيقية Götterdämmerung (التي تتحدث أصلًا عن أحداث راغناروك). طرح هذا الأمر صورة عن الفضيلة البطولية التي قد تثير الإعجاب خارج إطار المسيحية. في بعض النواحي (مثلما جاء في محاضرته من عام 1936 بعنوان Beowulf) بالإمكان اعتبار «نظرية الشجاعة» في اسكندنافيا القديمة أعظم مكانة أخلاقية من الشجاعة في المفهوم الكلاسيكي، أو حتى بمنظور العالم المسيحي، ففي الأخلاقيات الاسكندنافية القديمة، تتطلب الشجاعة التزامًا بالفضيلة دون قبول أي جزاء أو مكافأة... شعر تولكين أيضًا أن الميثولوجيا الاسكندنافية وفرت نموذجًا بإمكاننا تسميته «الوثنية الفاضلة»، والتي كانت وثنية كافرة واعية بنواقصها، وجاهزة فورًا للتحول إلى المسيحية، لكنها لم تغرق بعد في اليأس والوهم مثل أغلب الأدب ما بعد المسيحي في القرن العشرين: تلك ميثولوجيا خالية البال بأسلوبها الخاص.